# 比洛盧茨克

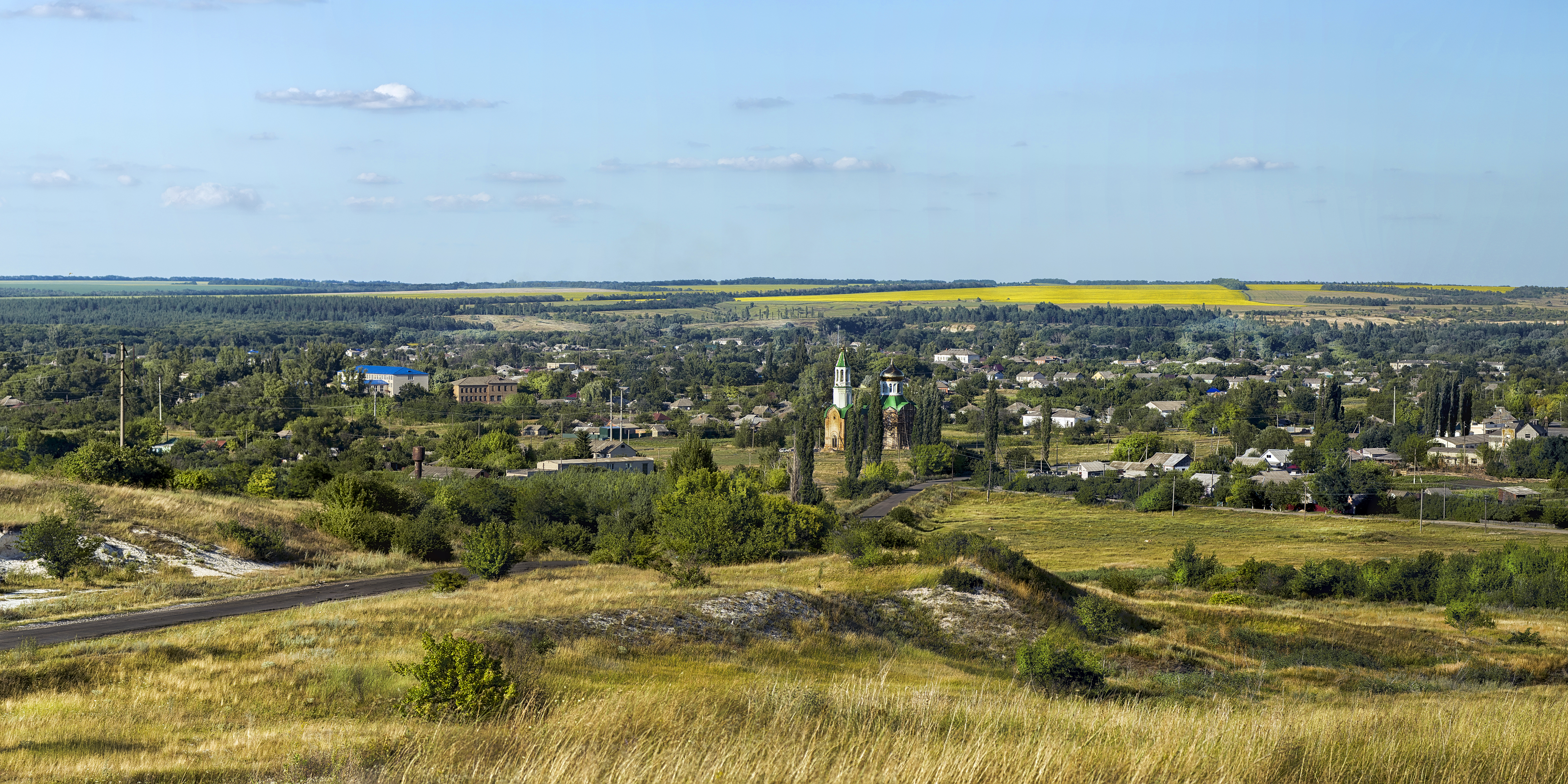
远眺

比洛盧茨克（烏克蘭語：Білолуцьк），或按俄语译为别洛卢茨克，是位於烏克蘭東部的市級鎮，由盧甘斯克州舊比利斯克區的比洛盧茨克市鎮負責管轄。該鎮處於艾達爾河畔，始建於1645年，面積17.23平方公里，2011年人口4,049，人口密度每平方公里235人。